# 万場町
万場町（まんばまち）は、群馬県多野郡に置かれていた町。

## 地理
- 山：赤久縄山、西御荷鉾山、東御荷鉾山、父不見山、桐ノ城山、愛宕山、白石山、千軒山、飯山
- 河川：神流川、熊の沢川、室沢川、入沢川、十二沢川、千ノ沢川、気奈沢川、塩沢川、三沢川、滝の沢川、船子川、小蛇川、平六沢川、
- 湖沼：蛇神湖（塩沢ダム湖）

### 隣接していた自治体
- 群馬県
  - 藤岡市
  - 多野郡：鬼石町、中里村
- 埼玉県
  - 秩父郡：吉田町、小鹿野町

## 歴史

### 沿革
- 1889年（明治22年）4月1日 - 町村制施行により南甘楽郡神川村（かみかわむら）が発足。
- 1896年（明治29年）4月1日 - 南甘楽郡が緑野郡、多胡郡と合併し多野郡となる。
- 1926年（大正15年）4月1日 - 神川村が町制施行、改称し万場町となる。
- 2003年（平成15年）4月1日 - 中里村と合併し、神流町が発足。同日、万場町廃止。

## 行政
- 町長:宮前 鍬十郎

## 地域

### 教育
- 群馬県立万場高等学校
- 万場町立万場小学校

## 交通

### 道路
- 一般国道
  - 国道462号
    - 道の駅万葉の里
- 主要地方道
  - 群馬県道46号富岡神流線
  - 群馬県道71号高崎神流秩父線
- 一般県道
  - 群馬県道172号小平下仁田線